# Nadav Guedj
Nadav Guedj (en hebreo: 'נדב גדג; París, Francia; 2 de noviembre de 1998) es un cantante israelí nacido en Francia. Representó a Israel en Eurovisión 2015 tras alzarse con la victoria del HaKokhav HaBa en su segunda edición.

## Carrera musical

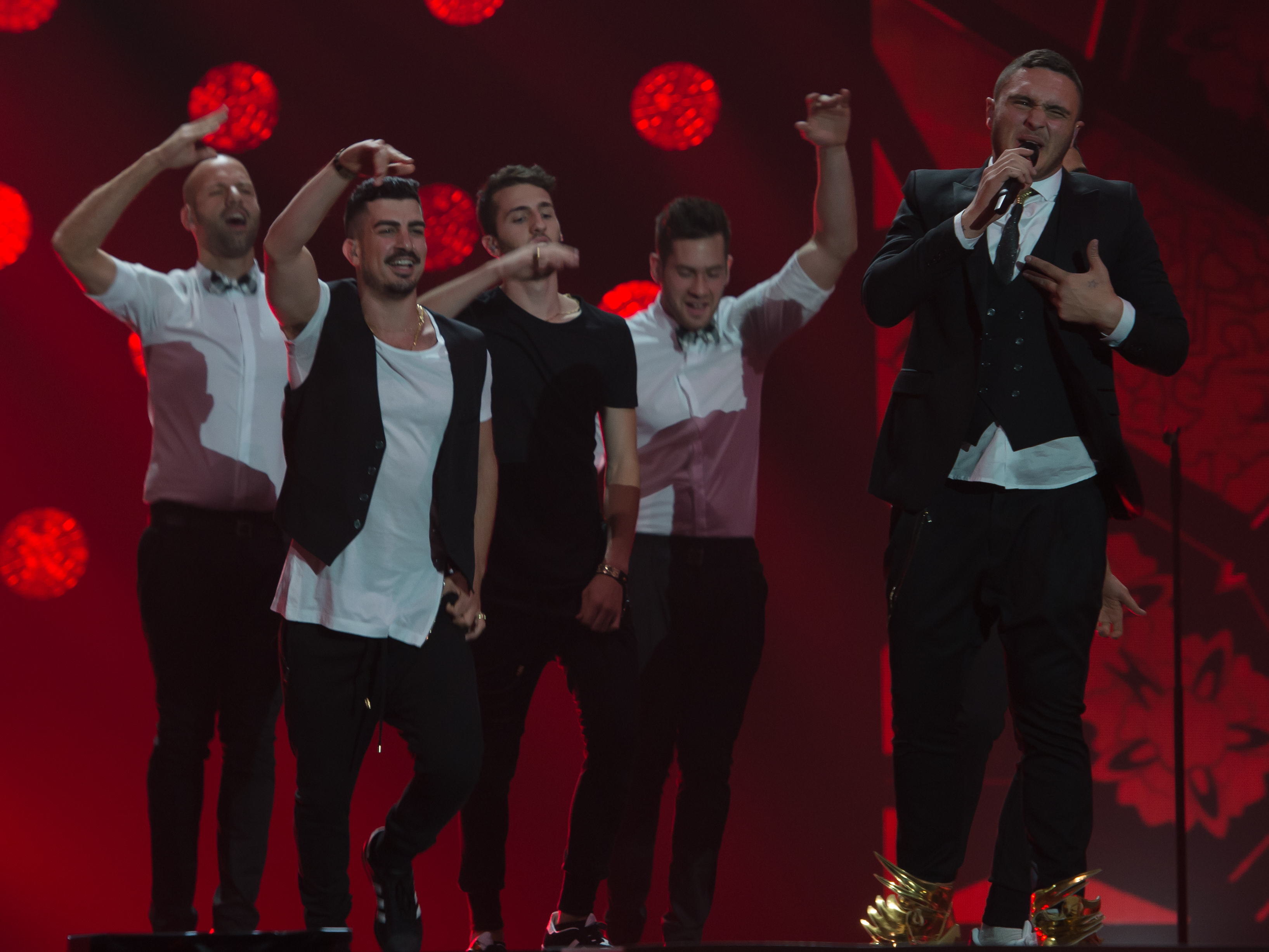
Festival de Eurovisión, Viena 2015. Nadav Guedj es el primero desde la derecha.

### Eurovisión 2015
Nadav fue uno de los 16 participantes en la segunda edición del HaKokhav HaBa (La preselección de Israel para Eurovisión 2015 cantando en su primera audición "Russian Roulette" de Rihanna, y en su segunda audición, "Lately" de Stevie Wonder. Después de la segunda fase, se clasificó a la semifinal donde cantó "Mirrors" de Justin Timberlake. Después de esto, se clasificó en la final, junto a tres contrincantes, donde se enfrentó contra Orit Biansay cantando "Locked Out of Heaven" de Bruno Mars.
El 17 de febrero de 2015, Nadav se convirtió en el ganador del HaKokhav HaBa tras interpretar la canción "Halo" de Beyoncé y por tanto en el representante de Israel en Eurovisión 2015 (con el tema "Golden boy"). Actuó en la segunda semifinal que tuvo lugar el 21 de mayo del 2015, obteniendo el tercer lugar con 151 puntos y clasificándose para la final. Como anécdota, fue el último de los diez finalistas en ser anunciado (en la semifinal no se otorgan los votos, sino que los resultados se dan a conocer días después del festival), y gran parte del público comenzó a corear el nombre de su país deseando que fuera él quien se clasificara para la final. Al anunciarse el nombre de Israel, estalló una gran algarabía entre el público. Dos días después, en la final, Nadav Guedj actuó en tercer lugar y obtuvo el noveno puesto con 97 puntos.

### 2015-2017
Tras finalizar Eurovisión, Nadav Guedj llegó a un acuerdo con Coca-Cola para interpretar la canción "Summer together" y así promocionar la marca de refrescos y participar en un evento musical celebrado en Israel.
El 19 de agosto de 2015 lanza su primer sencillo, llamado "Good vibes" y compuesto por él y Ruby Feier. Posteriormente lanza otros tres singles ("Jump", "Make You Mine" y "Hold the City") y finalmente pone a la venta su disco "Nadav Guedj" el 25 de mayo de 2016.
Actualmente continúa promocionando su disco y realizando conciertos en Israel y Europa.

## Arte

### Influencias
Nadav escucha música de los géneros R&B, pop, soul y hip hop y cita a Pharrell Williams, Usher, Beyoncé, Chris Brown, Maroon 5, Snoop Dogg, Stevie Wonder, Michael Jackson, Justin Timberlake, Timbaland como algunos de sus artistas favoritos . Son muchos los que lo consideran en su país como "el Justin Timberlake israelí", sin embargo se considera a sí mismo una persona cualquiera.

## Discografía

### Álbumes
| Título      | Detalles                                                                                   | Notas |  |
| ----------- | ------------------------------------------------------------------------------------------ | --- |  |
| Nadav Guedj | - Lanzamiento: 25 de mayo de 2016 - Discográfica: Unicell - Formato: CD y descarga digital | \| N.º \| Título \| Duración \| \| \| 1. \| «Jump» \| 3:18 \| \| \| 2. \| «Hold The City» \| 3:34 \| \| \| 3. \| «Never Over» \| 3:08 \| \| \| 4. \| «Make You Mine» \| 3:30 \| \| \| 5. \| «Can't Control It» \| 3:09 \| \| \| 6. \| «Good Vibes» \| 3:37 \| \| \| 7. \| «Elle M'rend Fou» \| 3:41 \| \| \| 8. \| «Broken» \| 3:27 \| \| \| 9. \| «Golden Boy» \| 2:59 \| \| |  |
| N.º         | Título                                                                                     | Duración |  |
| 1.          | «Jump»                                                                                     | 3:18 |  |
| 2.          | «Hold The City»                                                                            | 3:34 |  |
| 3.          | «Never Over»                                                                               | 3:08 |  |
| 4.          | «Make You Mine»                                                                            | 3:30 |  |
| 5.          | «Can't Control It»                                                                         | 3:09 |  |
| 6.          | «Good Vibes»                                                                               | 3:37 |  |
| 7.          | «Elle M'rend Fou»                                                                          | 3:41 |  |
| 8.          | «Broken»                                                                                   | 3:27 |  |
| 9.          | «Golden Boy»                                                                               | 2:59 |  |

### Singles
| "Golden Boy"                            | 2015 | 1 | 14 | 36 | 178 | 45 | 54 | 54 | 169 | Nadav Guedj |
| "Good Vibes"                            | 2015 | 1 | —  | —  | —   | —  | —  | —  | —   | Nadav Guedj |
| "Jump"                                  | 2015 | 3 | —  | —  | —   | —  | —  | —  | —   | Nadav Guedj |
| "Make You Mine"                         | 2016 | — | —  | —  | —   | —  | —  | —  | —   | Nadav Guedj |
| "Hold The City"                         | 2016 | — | —  | —  | —   | —  | —  | —  | —   | Nadav Guedj |
| "Elle M'rend Fou"                       | 2016 | 7 | —  | —  | —   | —  | —  | —  | —   | Nadav Guedj |
| "—" indica que no hay datos suficientes |      |   |    |    |     |    |    |    |     |             |